# Prager Manifest (1521)

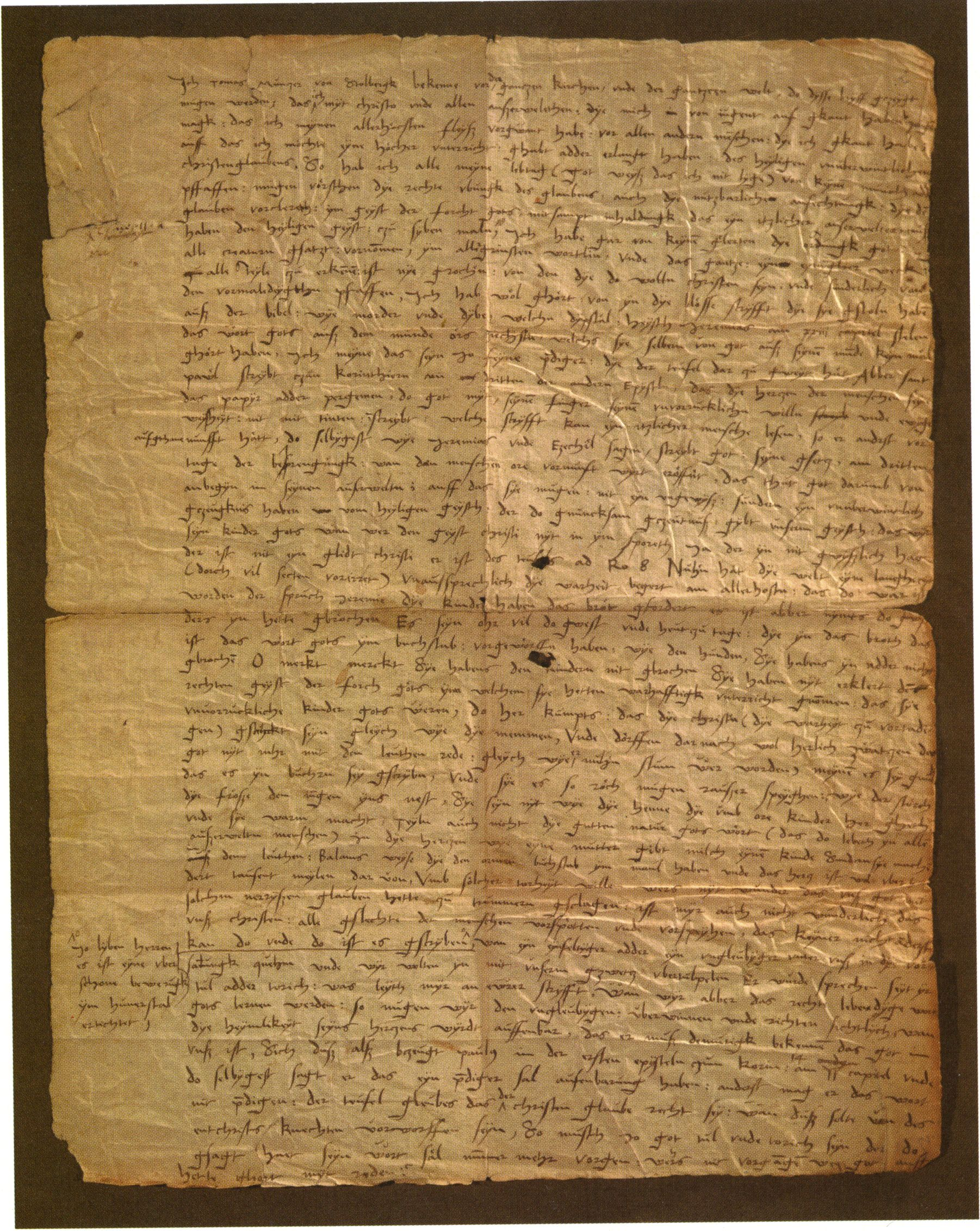
Das Prager Manifest. Eigenhändiger Entwurf Müntzers vom 1. November 1521. Sächsisches Staatsarchiv - Hauptstaatsarchiv Dresden

Im Prager Manifest beschreibt Thomas Müntzer im November 1521 erstmals die Grundzüge seiner von Mystizismus und Endzeiterwartung durchdrungenen Theologie.
Darin wirft er der Papstkirche vor, sie sei „durch geistlichen Ehebruch zur Hure geworden“ und präsentiere sich mit „Pfaffen und Affen“. Müntzer fordert eine „neue Kirche“, um „Gottes Wort zu verteidigen“. Er beklagte, dass die Pfaffen bisher den Gläubigen das Wort Gottes von der Kanzel herunter nicht richtig vermittelt hätten. Die Kernaussage der Schrift ist, dass die Auserwählten Erleuchtung nur durch den Heiligen Geist erfahren könnten, unabhängig von den Worten in der Heiligen Schrift.

## Text des Prager Manifests
"Ich Thomas Müntzer von Stolberg bekenne vor der ganzen Kirche und der ganzen Welt, da diese Briefe gezeigt werden mögen — (was) ich auch mit Christus und allen Auserwählten, die mich von Jugend auf gekannt haben, bezeugen mag — dass ich einen höheren Unterricht des heiligen unüberwindlichen Christenglaubens gehabt und erlangt habe. So habe ich mein Lebetag — Gott weiß, dass ich nicht lüge — durch keines Mönchs oder Pfaffen (Vermittlung) die rechte Übung des Glaubens gelernt, auch die nützliche Anfechtung, die den Glauben im Geist der Furcht Gottes verklärt, (und zwar) des Inhalts, dass ein Auserwählter den Heiligen Geist siebenmal empfangen muss. Von keinem Gelehrten habe ich auch nur ein einziges Wörtlein von der in allen Kreaturen ausgedrückten Ordnung Gottes vernommen; auch nicht, dass vom Ganzen her ein Weg verläuft, alle Teile zu erkennen habe ich nicht von denen gehört, die Christen sein wollen, sonderlich nicht von den verfluchten Pfaffen.
Ich habe wohl von ihnen die bloße Schrift gehört, die sie aus der Bibel gestohlen haben wie Mörder und Diebe. Diebstahl heißt es (in) Jeremia im 23. Kapitel, das Wort Gottes aus dem Munde des Nächsten stehlen, welches sie selber aus dem Munde Gottes keinmal gehört haben. Ich meine, das sind ja feine Prediger, die der Teufel dazu geweiht hat. Aber Sankt Paulus schreibt den Korinthern am dritten der anderen Epistel, dass die Herzen der Menschen das Papier oder Pergament sind, da (hinein) Gott mit seinem Finger, nicht mit Tinte, seinen unverrücklichen Willen und ewige Weisheit einschreibt. (Dies ist) eine Schrift, welche jeder Mensch lesen kann, wenn er eine aufgetane Vernunft hat. Dasselbe schreiben Jeremia und Hesekiel: Gott schreibt sein Gesetz am dritten Tag der Besprechung, wenn die Vernunft der Menschen geöffnet wird. Das tut Gott deshalb von Anbeginn in seinen Auserwählten, damit sie nicht ein ungewisses, sondern ein unüberwindliches Zeugnis vom Heiligen Geist haben, der da genugsam Zeugnis gibt unserm Geist, dass wir Gottes Kinder sind. Denn wer den Geist Christi nicht in sich spürt, ja der ihn nicht gewiss hat, der ist nicht ein Glied Christi, sondern des Teufels, nach Röm. 8.
Nun hat die Welt infolge Verirrung vieler Sekten eine lange Zeit die Wahrheit unaussprechlich begehrt. So ist der Spruch des Jeremia wahr geworden: Die Kinder haben nach Brot verlangt; es war aber niemand da (gewesen), der es ihnen gebrochen hätte: Es sind ihrer viele da gewesen, auch heutzutage, die ihnen das Brot — das ist das Wort Gottes im Buchstaben — vorgeworfen haben wie Hunden; gebrochen aber haben sie es ihnen nicht (wie es Kinder verdienen). O merkt (auf), merkt (auf)! Sie haben es den Kindern nicht gebrochen. Sie haben nicht erklärt den rechten Geist der Furcht Gottes, in welchem sie wahrhaftigen Unterricht genommen, dass sie unverrückliche Kinder Gottes sind.— Daher kommt es, daß die Christen zur Verteidigung der Wahrheit so (un)geschickt sind wie die Memmen. Hernach dürfen sie wohl (auch noch) herrlich schwätzen, daß Gott nicht mehr (unmittelbar) mit den Leuten rede, als sei er nun stumm geworden. Sie meinen, es sei genug, daß es in den Büchern geschrieben steht und sie es so roh ausspeien wie der Storch seinen Jungen Frösche ins Nest bringt. — Sie sind nicht wie die Henne, die ihre Küken um(fängt) und sie wärmt. Sie teilen auch nicht das gute Wort Gottes, das in allen auserwählten Menschen lebt, den Herzen mit, wie eine Mutter ihrem Kinde Milch gibt, sondern sie machen es den Leuten in der Weise Bileams. Sie haben (zwar) den armen Buchstaben im Maul, aber das Herz ist wohl über hunderttausend Meilen davon entfernt.
Um solcher Torheit willen wäre es kein Wunder, wenn uns Gott uns samt solchem närrischen Glauben in Trümmer geschlagen hätte. Es wundert mich auch nicht, dass alle Geschlechter der Menschen uns Christen verspotten und verspeien und gar nicht anders können. Da und da ist es geschrieben. ja, liebe Herren, es ist eine schöne »Bewährung«, im Hühnerstall erdichtet. Wenn ein Einfältiger oder ein Ungläubiger zu uns in die Versammlung käme und wir wollten ihn mit unserem Geschwätz übertölpeln, würde er sprechen: »Seid ihr toll oder töricht? Was liegt mir an euerer Schrift?«
Wenn wir aber das rechte lebendige Wort Gottes lernen, können wir den Ungläubigen überzeugen und klar beurteilen. Wird die Heimlichkeit seines Herzens offenbar, muss er demütig bekennen, dass Gott in uns ist.
Siehe, das alles bezeugt Paulus in der ersten Epistel an die Korinther im 14. Kapitel. Dort sagt er, dass ein Prediger Offenbarung haben soll, anders mag er das Wort nicht predigen. Der Teufel glaubt, dass der Christen Glaube recht sei. Sollte das von den Knechten des Antichrists verworfen werden, so müßte Gott ja toll und töricht sein, der da sagt, sein Wort soll nimmermehr vergehn. Wäre es nicht vergangen, wenn Gott aufgehört hätte zu reden?
Merke doch auf den Text, wenn du Hirn im Kopf hast: Himmel und Erde werden vergehen, meine Worte werden nimmermehr vergehen. (4. Matth. 24, 35) Ist es nur allein in die Bücher geschrieben und hat es Gott (nur) einmal geredet und ist es so in der Luft verschwunden, so kann es ja nicht des ewigen Gottes Wort sein. So ist es nur Kreatur, das von außen her in das Gedächtnis hineingezogen ist. Da alles ist wider die rechte Ordnung und wider die Regel des heiligen Glaubens; wie Jeremia schreibt. Darum haben alle Propheten die Weise zu reden: »Dies sagt der Herr (jetzt)«. Sie sprechen nicht etwa: Dies hat der Herr gesagt, als wenn es vergangen wäre, sondern sie sagens in der Zeit(form) der Gegenwart.
Dieses unerträglichen und bösen Schadens der Christenheit habe ich mich erbarmt und zu Herzen genommen, nachdem ich mit ganzem Fleiß der alten Väter Geschichte gelesen habe. Ich finde, daß nach dem Tode der Apostelschüler die unbefleckte jungfräuliche Kirche durch den geistlichen Ehebruch zur Hure geworden ist, und zwar der Gelehrten halber, die immer oben sitzen wollen, welches denn Hegesippus und nach ihm Eusebius im 4. Buch am XXII. Kapitel schreibt. Auch finde ich in keinem Konzil die wahrhaftige Rechenschaft nach lebendiger Ordnung des unbetrüglichen Gotteswortes. Es sind (laut den Konzilsprotokollen der frühen Kirche) nichts als kindische Possen gewesen.
Durch den nachsichtigen Willen Gottes ist das alles zugelassen worden, damit aller Menschen Werk hervorkommen könnte. Es soll aber - Gott sei gebenedeit — nicht noch länger so zugehen, dass die Pfaffen und Affen die christliche Kirche (darstellen). Es sollen vielmehr die auserwählten Freunde des Gotteswortes auch prophezeien lernen, wie Paulus lehrt, damit sie wahrhaftig erfahren, wie freundlich Gott — ach so herzlich gerne — mit allen seinen Auserwählten redet.
Dass ich solche Lehre an den Tag bringe, bin ich bereit, um Gottes willen mein Leben zu opfern. Gott wird wunderliche Dinge mit seinen Auserwählten, sonderlich in diesem Lande, tun. Wenn die neue Kirche hier anfangen wird, wird dieses Volk der ganzen Welt ein Spiegel (und Beispiel) sein.
Darum rufe ich einen jeglichen Menschen an, dass er dazu helfe, damit Gottes Wort verteidigt werden kann. Und auch darauf will ich dich deutlich hinweisen im Geist des Elia, (nachdem) sie dich lehrten, dem Abgott Baal zu opfern: Wirst du das nicht tun, so wird dich Gott durch den Türken im zukünftigen Jahr schlagen lassen. Ich weiß fürwahr, was ich rede, es ist genauso. Darüber will ich leiden, was Jeremia ertragen musste.
Nehmt es zu Herzen, liebe Böhmen! Rechenschaft fordere ich nicht allein von euch, wie mich der Spruch Petri lehrt, sondern auch Gott gegenüber. Aber auch ich will euch Rechenschaft geben: Kann ich diese Kunst nicht, der ich mich hoch rühme, so will ich sein ein Kind des zeitlichen und ewigen Todes. Ich habe kein höheres Pfand. In diesem Sinne seid Christus befohlen! Gegeben zu Prag im Jahr 1521 am Tage Allerheiligen."

## Textvarianten
Das Manifest ist in zwei deutschen – handschriftlichen – Fassungen, einer kurzen und einer längeren Überarbeitung, sowie in einer lateinischen und einer unvollständigen tschechischen [1522] Handschrift überliefert.

## Textausgaben
- Thomas Müntzer: Prager Manifest. Einführung von Max Steinmetz. Mit einem Beitrag zur Textgeschichte von Friedrich de Boor. Textneufassung u. Übers. von Winfried Trillitzsch. Faks. der lateinischen Originalhandschrift aus der Forschungsbibliothek Gotha. Leipzig: Zentralantiquariat der DDR 1975.